# Zamboanguita
Zamboanguita is een gemeente in de Filipijnse provincie Negros Oriental. Bij de laatste census in 2007 had de gemeente bijna 25 duizend inwoners.
Nabij Lotuban is de Siit Arboretum Botanical Garden te vinden.

## Geografie

### Bestuurlijke indeling
Zamboanguita is onderverdeeld in de volgende 10 barangays:
| - Basac - Calango - Lutoban - Malongcay Diot - Maluay | - Mayabon - Nabago - Nasig-id - Najandig - Poblacion |

## Demografie
Zamboanguita had bij de census van 2007 een inwoneraantal van 24.914 mensen. Dit zijn 1.576 mensen (6,8%) meer dan bij de vorige census van 2000. De gemiddelde jaarlijkse groei komt daarmee uit op 0,91%, hetgeen lager is dan het landelijk jaarlijks gemiddelde over deze periode (2,04%).